# Rolltreppe

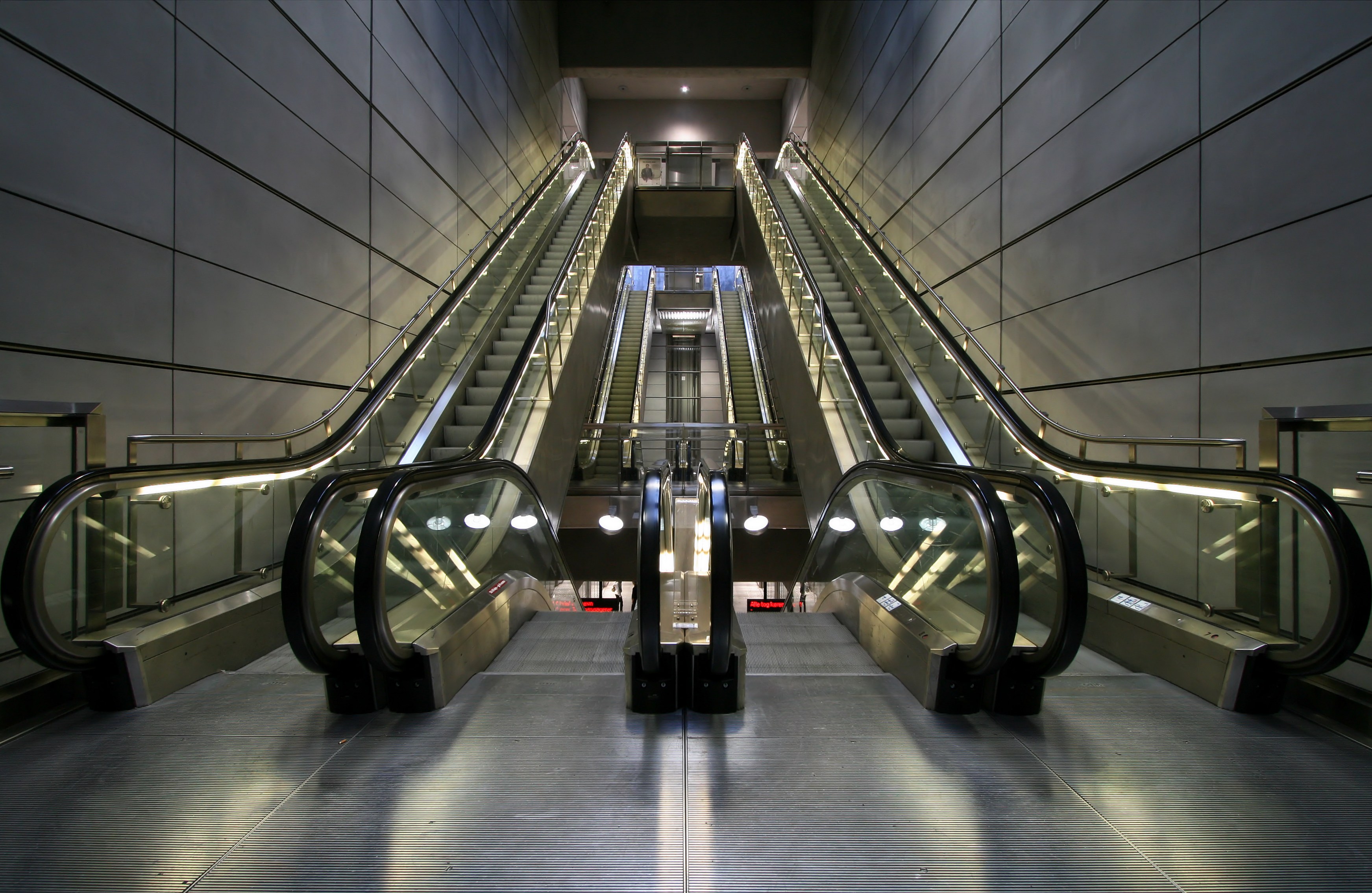
Rolltreppen in einer U-Bahn-Station der Kopenhagener Metro

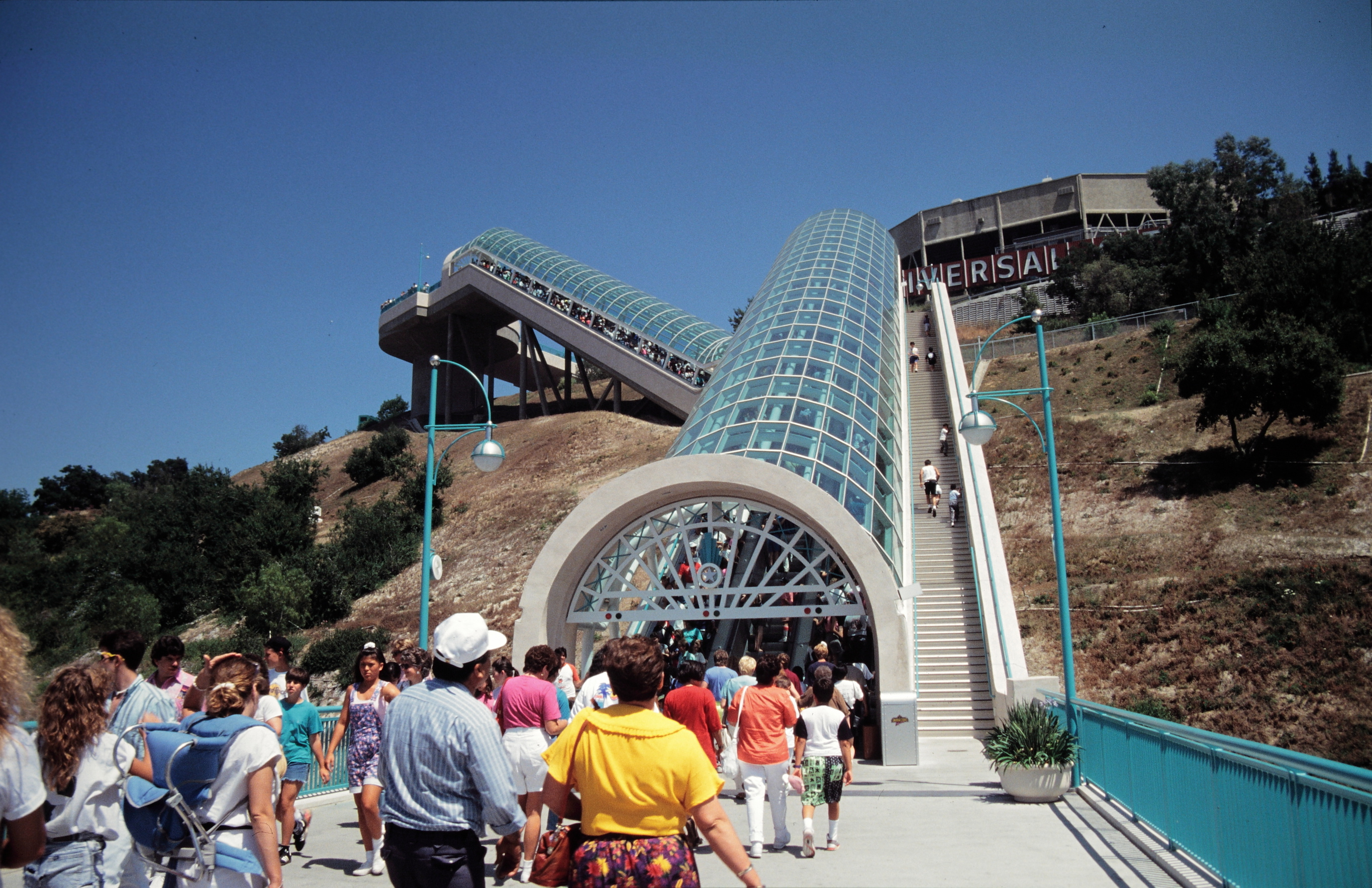
Unterer Teil der weltweit größten und höchsten Rolltreppenkonstruktion in den Universal Studios Hollywood

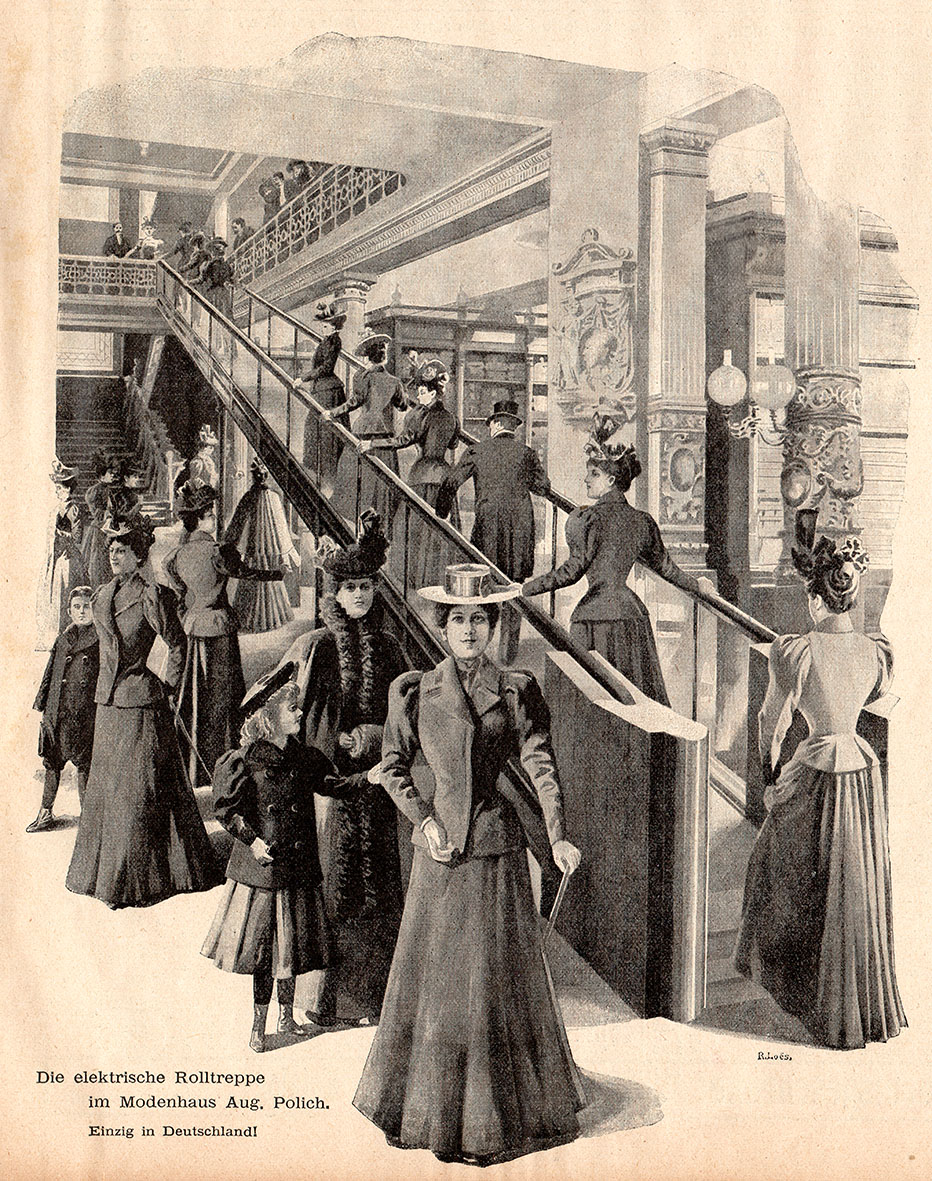
Rolltreppe im Kaufhaus Polich (Leipzig) um 1900

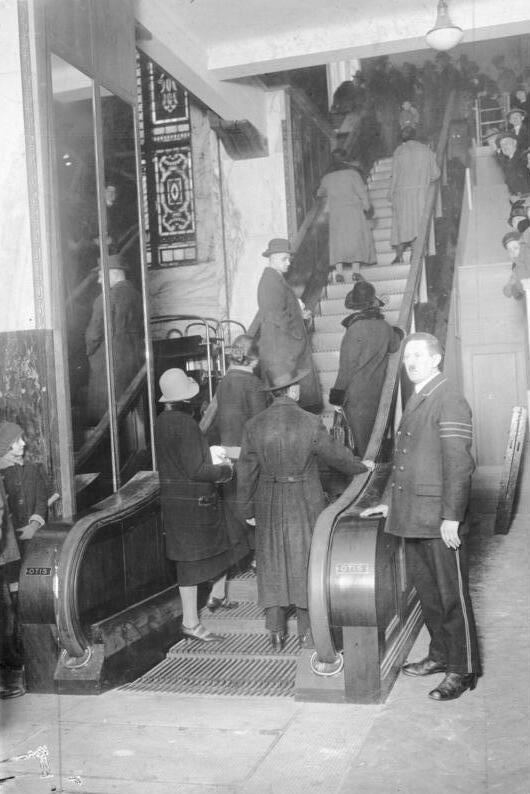
Eine der ersten Rolltreppen heutiger Bauart in Berlin, 1925

Eine Rolltreppe, fachsprachlich Fahrtreppe genannt, historisch auch als Roll-Fußsteig, rollende Treppe oder umlaufende Plattform bezeichnet, ist ein Personenbeförderungsmittel zur Überwindung einer Höhendistanz, bei dem sich durch bewegende Metall- oder (ehemals) Holzsegmente Treppenstufen bilden. Zweck ist im Allgemeinen eine Beförderung von Personen in einer höheren Geschwindigkeit als Schrittgeschwindigkeit und/oder mit weniger Muskelkraft. Ein beschleunigter „Transport“ der Personen von/zu einer Örtlichkeit kann der Zeit- und Platzersparnis dienen (z. B. an Bahnsteigen).
Wenn die Metallelemente keine Treppe, sondern eine ebene Fläche bilden, die auch geneigt und gekurvt sein kann, heißt das Beförderungsmittel Fahrsteig.
Fahrtreppen und Fahrsteige werden in der Europäischen Norm EN 115 festgeschrieben.
Das Gegenteil einer Fahrtreppe ist die klassische Festtreppe. 

## Geschichte

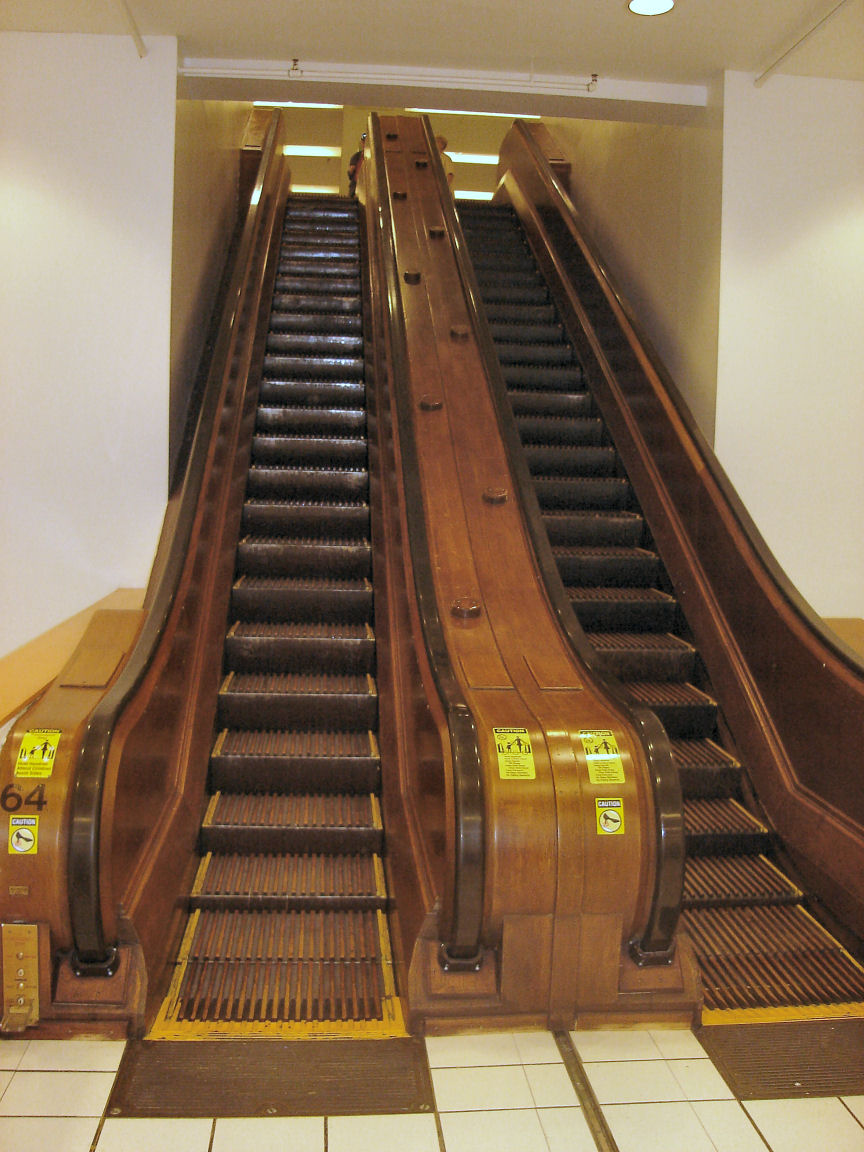
Hölzerne Rolltreppen im New Yorker Kaufhaus Macy’s, 2005

1859 wurde ein US-Patent auf eine Rolltreppe mit fahrenden Stufen erteilt – da das technische Konzept jedoch zu kompliziert war, wurde keine Anlage dieser Art ausgeführt.
Am 15. März 1892 wurde Jesse W. Reno das US-Patent auf eine Personenförderanlage erteilt, die jedoch nicht aus keilförmigen Stufen, sondern aus einem Gummischrägband mit Holzplatten, also eigentlich aus einem schrägen Förderband mit festen, flachen Gliedern bestand. Diesem Konstruktionsprinzip ohne Stufen folgten alle weiteren Entwicklungen der folgenden drei Jahrzehnte, trotz des aus Benutzerperspektive wesentlichen Unterschieds wird auch diese Bauform als Rolltreppe bezeichnet.
Als eigentlicher Erfinder der Rolltreppe gilt George A. Wheeler, dessen Patent rund fünf Monate nach dem von Jesse W. Reno erteilt wurde. Den Durchbruch schaffte er jedoch nicht selbst. Charles Seeberger, der mit seinen eigenen Konstruktionen scheiterte, kaufte im Jahr 1898 das Wheeler-Patent.
1893 wurde eine „mittels Elektrizität getriebene endlose schräge Wandelbahn“ in einen nicht genauer benannten New Yorker Bahnhof eingebaut, die auch ein bewegliches Geländer besaß und mit einer Geschwindigkeit von 35 cm/s lief. Der bewältigte Höhenunterschied betrug 6 m bei 16 m Länge. Ob diese Personenförderanlage nach dem Reno-Patent oder nach dem Wheeler-Patent gebaut wurde, ist unklar.
1895 wurde als Attraktion in einem Vergnügungspark auf Coney Island eine Personenförderung nach dem Reno-Patent betrieben.
Der deutsche Begriff Rolltreppe ist spätestens 1899 nachweisbar, er bezog sich zu dieser Zeit aber noch auf die Funktion als Treppen-Ersatz bzw. die einem Treppenlauf ähnliche schräge Anordnung. Ein „schräger Aufzug (sog. Rolltreppe)“ – als möglicherweise erste solche Anlage in Kontinentaleuropa oder zumindest in Deutschland – ging kurz vor Weihnachten 1898 im Kaufhaus Polich in Leipzig in Betrieb.
Der wirtschaftliche Durchbruch geschah zur Weltausstellung Paris 1900. In den Vereinigten Staaten etablierten sich die Anlagen schnell in Kaufhäusern und vor allem in Stationen der U-Bahn, die ersten 1909 bei der New York City Subway.
Eine Rolltreppe in der heute üblichen Ausführung mit bewegten Stufen wurde erstmals 1920 von der Otis Elevator Company konstruiert. Am 11. Juli 1925 installierte das Kölner Warenhaus der Leonhard Tietz AG in der Hohen Straße die wohl erste Rolltreppe Deutschlands dieser Bauart und zweite auf dem europäischen Festland. Das Warenhaus warb für die Neuheit mit dem Versprechen, die „Roll-Fußsteige“ ersparen den Kunden „Zeit und damit Geld“. Noch im selben Jahr wurden Rolltreppen auch in Warenhäusern in Berlin und München in Betrieb genommen. In der Hauptstadt stand anfangs noch ein Liftboy dabei, der den Kunden beim Bedarf assistierte.
Laut Schätzungen des Verbands Deutscher Maschinen- und Anlagenbau gibt es 2017 in Deutschland rund 35 600 Rolltreppen.

## Nutzung im Alltag

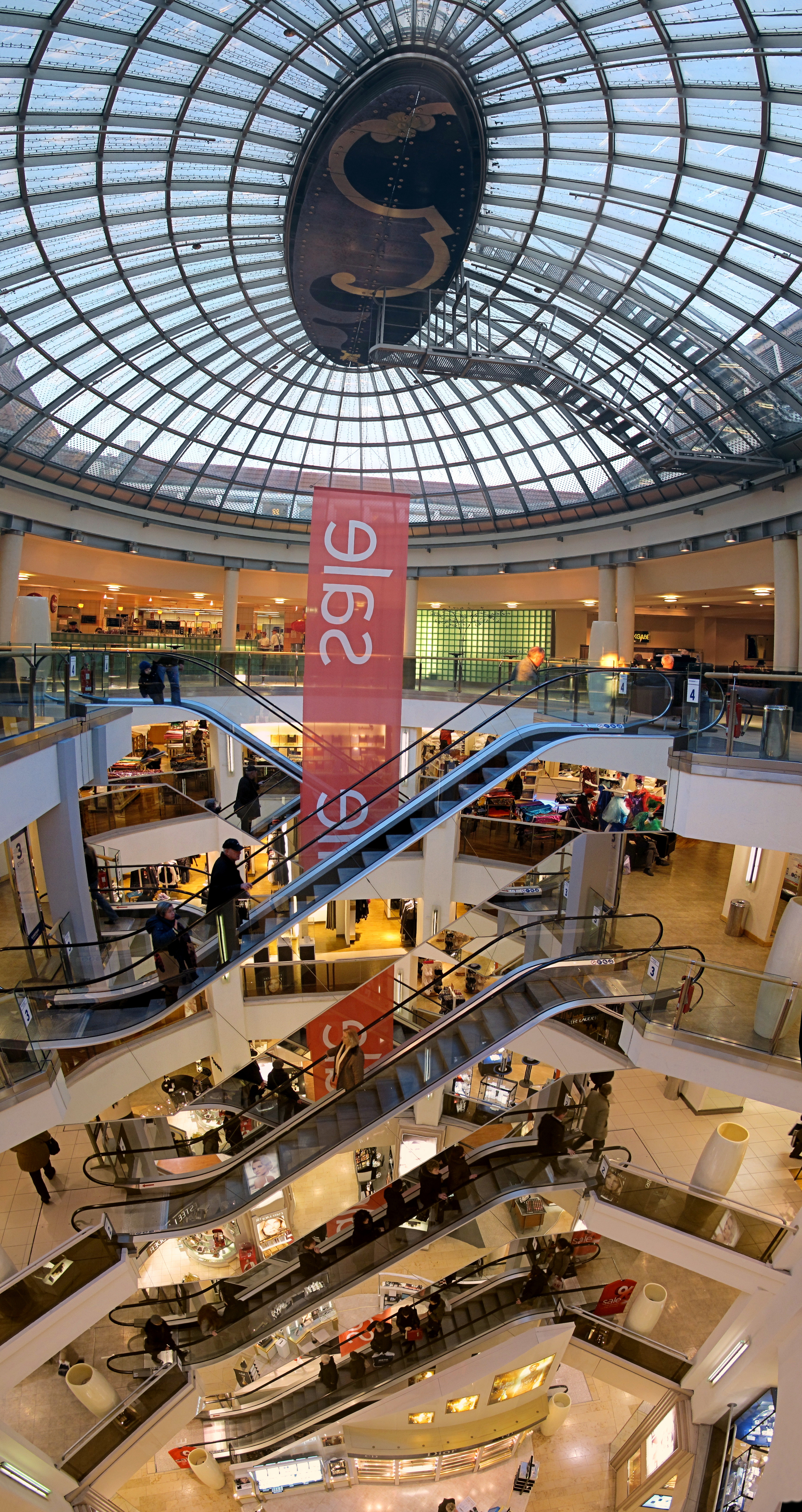
Lichthofrolltreppen im Karstadt (München)

Rolltreppen sind ein Merkmal für Urbanität, denn in der Regel gibt es sie nur an Orten mit viel Publikumsverkehr. Sie haben zwar eine langsamere Fördergeschwindigkeit als Aufzüge, bieten aber den Vorteil, dass sie deutlich mehr Personen aufnehmen können. Rolltreppen in Innenbereichen haben meistens schlankere Flanken, die oft aus Glas sind, während sie im Freien Metallverkleidungen haben. Durch die längere Laufzeit und Witterungseinflüsse werden Rolltreppen, die in Außenbereichen liegen und immer in Betrieb sind, stärker beansprucht.
Weitestgehend durchgesetzt hat sich der Grundsatz „rechts stehen, links gehen“, sofern es die Breite der Treppenstufen zulässt. Der Grundsatz gilt in dieser Form auch in manchen Ländern mit Linksverkehr, wie dem Vereinigten Königreich; andere Länder mit Linksverkehr, wie Singapur, invertieren die Regel entsprechend. In der Hausordnung der Personenbahnhöfe der Deutschen Bahn ist die Regel „auf Fahrtreppen rechts stehen“ vorgeschrieben. Andernorts wird teilweise auch mit Schildern darauf hingewiesen, wie z. B. an Zugängen zur Londoner U-Bahn. So soll die linke Seite für Notfälle freigehalten werden. Sofern an der Rolltreppe nicht bereits ein entsprechender Benutzungshinweis angebracht ist, ist die Regel „links gehen, rechts stehen“ auch in München beispielsweise gewohnheitsrechtlich anerkannt. Am Basler Bahnhof fordert die SBB die Fahrgäste zur Kapazitätserhöhung regelmäßig auf, rechts zu stehen und links zu gehen.
In Japan wiederum geht man von dieser Regelung wieder ab. Seit 2015 beteiligen sich 51 Unternehmen aus der Bahn- und Liftindustrie an der Aktion, auf Rolltreppen das Laufen zu verbieten. Statistisch konnte nachgewiesen werden, dass die Anzahl der Unfälle dadurch erheblich verringert wird. Auch erhöht es den Personendurchsatz, wenn eine Rolltreppe stehend voll besetzt wird.

## Leistungsaufnahme
Eine gewöhnliche Rolltreppe benötigt im Durchschnitt 2–5 kW elektrischer Leistung. Der Bedarf hängt von der Geschwindigkeit und der Länge der Treppe ab. Die Leistungsaufnahme steigt nur wenig durch die Belastung mit Personen. Um Leerlaufzeiten zu vermeiden, verfügen modernere Anlagen über Sensoren in Form von Trittplatten oder Lichtschranken mit einer Zeitschalt-Logik. Wenn die Sensoren einige Zeit nicht mehr ausgelöst wurden und sich wohl keine Personen auf der Rolltreppe mehr befinden, wird sie von der Elektronik abgeschaltet und läuft erst wieder an, wenn jemand den Sensor auslöst. Neuere Rolltreppen werden häufig nicht mehr vollständig abgeschaltet, sondern mit stark verminderter Geschwindigkeit weiterbetrieben. Leistungsaufnahme und Verschleiß reduzieren sich dabei weniger als bei der Abschaltung, doch so kann näherkommenden Fahrgästen die Betriebsbereitschaft und die Laufrichtung signalisiert werden, und auch ein Festfrieren der Treppe bei Minustemperaturen und Nässe wird verhindert.
Rolltreppen besitzen oft an den Enden neben den Handläufen eine Statusanzeige mit zwei kleinen Leuchten. Meistens steht grün für in Betrieb, seltener auch blau; rot signalisiert die entgegengesetzte Fahrtrichtung (teilweise wird hier auch ein Piktogramm analog dem Verkehrsschild  verwendet) oder Defekt. Rolltreppen in geschlossenen Gebäuden haben eine solche Vorrichtung in der Regel nicht.

## Sicherheit

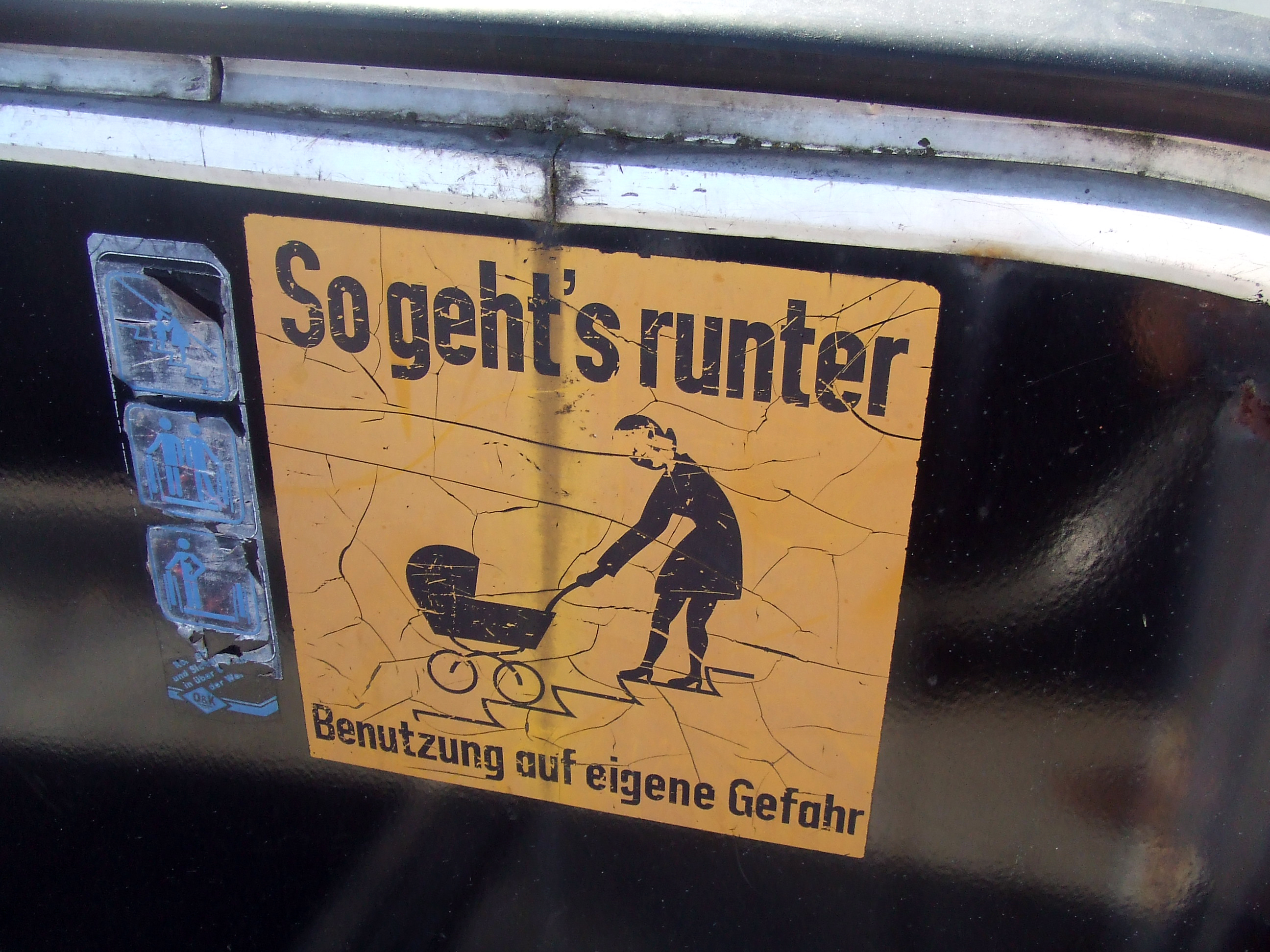
Nutzungsempfehlung für Kinderwagen an einer Rolltreppe in Wiesbaden

Sicherheitshinweis an der Rolltreppe der Metro von Madrid

Am Ende der Rolltreppenfahrt schaufelt heute ein Kamm, dessen schräg auslaufende Zinkenstege, ohne zu schleifen, in die Nute der Stufentrittflächen eingreift, Gegenstände genauso wie Füße tendenziell von den zuletzt flach ankommenden Stufenelementen. Ursprünglich hatten Rolltreppen keine Nute und Fahrgäste mussten daher bewusst über eine etwa 1 cm hohe Stoßkante auf die feste Endplatte steigen, was ein Risiko, zu stolpern oder sich einzuklemmen, barg. Die waagerechte Fuge wird durch den Kamm vermieden, doch die Stege zwischen den Treppennuten machen die Stufenkante zackiger. Beim Sturz im Gefällebereich der Rolltreppe besteht somit ein erhöhtes Verletzungsrisiko durch den Aufprall auf die an den Treppenkanten hervorstehenden Stege. An diesen Zacken können sich außerdem Schlaufen von Textilien, Riemen oder am Boden liegender Schuhbänder verhaken und am Treppenende in den Kamm gerissen werden.
Kleine Spalte zwischen den Treppenstufen sowie zwischen den Stufen und der stillstehenden seitlichen Planke sind insbesondere für die Finger und Zehen kleiner Kinder gefährlich. Die zylindrisch gewölbte Vorderseite der Stufen war früher eher glatt ausgebildet und weist heute niedrige vertikale Stege auf. Die Spalte zwischen den Stufen und der seitlichen Planke ist heute in der Regel mit einer stationären Bürste versehen. Die Gefahr des Anreibens, Quetschens und Hineingezogenwerdens besteht auch am Handlauf aus Gummi-Textilband, sowohl längs der Planken als auch wo der Handlauf (nach Umkehr) in das Treppengehäuse eingezogen wird. Hat das C-Profil des Gummis, das von einer T-Schiene geführt wird, etwas Spiel, so erhöht sich die Gefahr.
Es kommt manchmal zu Verletzungen wie der Abtrennung von Fingern. Schuhwerk, das auch seitlich einen sehr hohen Reibungskoeffizient aufweist, wie z. B. Gummistiefel, kann seitlich anreiben und den Fuß verdrehen. Die Planken werden manchmal etwas schräg gestellt (sich nach oben hin weitend) und sind meist sehr glatt aus gebürstetem NiRo-Stahl oder Glas ausgebildet, so dass jemand, der auf der Treppe stürzt, nicht zu stark an der Planke anreibt, sondern abgleitet.
Wenn eine Person einen Kinderwagen mit auf die Treppe nimmt und den kippenden Kinderwagen nicht waagrecht auf 2 Rädern und einer Stufe halten kann, können sich Wagen und Menschen beim Hinunterstürzen gegenseitig überschlagen, und das Verletzungsrisiko ist hoch. Manche neueren Rolltreppen zum Beispiel in Einkaufszentren (etwa: Citypark Graz) sind daher mit einem Poller vor dem Anfang der Treppe ausgestattet, um die Benutzung mit Kinderwagen zu verhindern (siehe auch weiter unten zu den EU-Richtlinien).
Der Versuch, auf dem griffigen Handlauf sitzend hinunterzurutschen oder zu fahren, kann zu Stürzen führen, ebenso der Versuch, neben dem Handlauf auf einer NiRo-Stahl-Fläche hinunterzurutschen. Mitunter sind auf solchen Flächen Knöpfe montiert, um Menschen vom Rutschen abzuhalten. Übermütige halten mitunter von außen an einem hochlaufenden Handlauf fest, werden mitgezogen und stürzen dann aus der Höhe ab.
Wo Rolltreppen seitlich berührend X-förmig verlaufen oder an einer Geschossdecke vorbeilaufen, sind die spitzen Innenwinkel mit Abweisern versehen (häufig aus Plexiglas), um das Verklemmen eines hinausgestreckten Arms zu vermeiden.
Auch ein plötzliches Anhalten kann zu Stürzen führen. Ein Schwungrad am schnell drehenden Antriebsmotor soll dies verhindern.
Noch 1987 gerieten Holz-Rolltreppen beim großen Brand im Bahnhof King’s Cross St. Pancras der Londoner U-Bahn in Brand. Heute sind hölzerne Rolltreppen im Wesentlichen ersetzt.
Rolltreppen mit einer Geschwindigkeit von 0,5 m/s erzielen die zur Geschwindigkeit höchste Förderleistung (70 % der theoretischen Maximalförderung). Sie nimmt bei steigender Geschwindigkeit ab (0,65 m/s:65%, 0,7 m/s:60%, 0,9 m/s:45%). Bei Rolltreppen mit Kapazitätsproblemen wird mancherorts die Geschwindigkeit auf Kosten der Sicherheit zu Gunsten einer höheren Gesamtkapazität erhöht.

### Vorschriften
Die EU-Richtlinie über die allgemeine Produktsicherheit regelt unter anderem das Inverkehrbringen technischer Arbeitsmittel. Zu diesen zählen auch Maschinen wie Rolltreppen und Fahrsteige. Für diese muss eine EG-Konformitätserklärung erstellt werden, wie sie in der EG-Maschinenrichtlinie vorgesehen ist. Es muss ein CE-Zeichen an der Rolltreppe oder am Fahrsteig angebracht werden.
Zudem sind die Geschwindigkeiten von Rolltreppen standardisiert, sie dürfen sich nur mit Geschwindigkeiten von 0,5 Metern pro Sekunde (1,8 km/h), 0,65 Metern pro Sekunde (2,34 km/h) oder maximal 0,75 Metern pro Sekunde (2,7 km/h) bewegen. Rolltreppen mit der geringsten Geschwindigkeit kommen hauptsächlich in Kaufhäusern zum Einsatz, die beiden schnelleren in U-Bahnen und Flughäfen. Rolltreppen in U-Bahnhöfen des (früheren) Ostblocks waren bzw. sind, bevor die entsprechenden EU-Regeln griffen, oftmals deutlich schneller. Dies dient dazu, die erheblichen Höhenunterschiede (über 40 Meter bei U-Bahnhof Náměstí Míru der U-Bahn Prag) schneller zu überwinden. Teilweise wurde von euroskeptischer Seite diese Regelung als "übertrieben" dargestellt um entsprechendes politisches Kapital daraus zu schlagen.

### Überwachungs- und Sicherheitseinrichtungen
Nach der Euronorm EN115 muss in einigen Situationen das Anlaufen der Antriebsmaschine verhindert werden, oder sie muss sofort anhalten. Dazu gehören Ausfälle der Stromversorgung, der Erdung oder Überlastung von elektrischen Schaltkreisen; des Weiteren eine Überlastung des Antriebes, eine Überlast bei Zunahme der Motorwicklungstemperatur, eine überhöhte Geschwindigkeit oder ungewollte Fahrtrichtungsumkehr; ferner ein Ausfall der Hilfsbremse, ein Bruch oder eine unzulässige Längung, die unmittelbar die Stufen, Paletten oder den Gurt antreibende Bauteile (z. B. Ketten) betrifft; eine Verringerung des Abstands zwischen den Antriebs- und Umkehreinrichtungen (z. B. durch Blockierung des Stufenbandes); Fremdeinwirkung, wie ein Einklemmen von Fremdkörpern an den Kämmen der Einlaufstellen oben und unten, ein Ansprechen der Sicherheitseinrichtungen der Handlaufeinläufe, ein Absinken eines Teils der Stufen oder Paletten oder andere Beschädigungen, durch die der Eingriff der Kämme nicht mehr gewährleistet ist, ein Nichtöffnen der Bremsanlage, eine Differenz zwischen Geschwindigkeit der Stufen und des Handlaufes, geöffnete Wartungsklappen, fehlende Stufen oder Roste sowie ein Überschreiten der zulässigen Bremswege.
Eine Änderung der europäischen Norm EN115 zur Sicherheit von Rolltreppen verbietet außerdem seit 1. Januar 2010 die Mitnahme von Kinderwagen auf Rolltreppen. Hintergrund ist die Unfallgefahr, die vor allem bei einem plötzlichen Nothalt der Rolltreppe für die Kinder im Wagen besteht.
Im Zutritts- und Ausgangsbereich sind oftmals Stufenspaltbeleuchtungen verbaut, welche die Übergänge zwischen den Stufen auch an horizontalen Stellen besser erkennbar machen. Hierdurch wird vermieden, dass Personen unbeabsichtigt auf zwei Stufen gleichzeitig stehen, da dies bei dem später entstehenden Versatz der Stufen ein Unfallrisiko darstellen würde.

## Besondere Rolltreppen

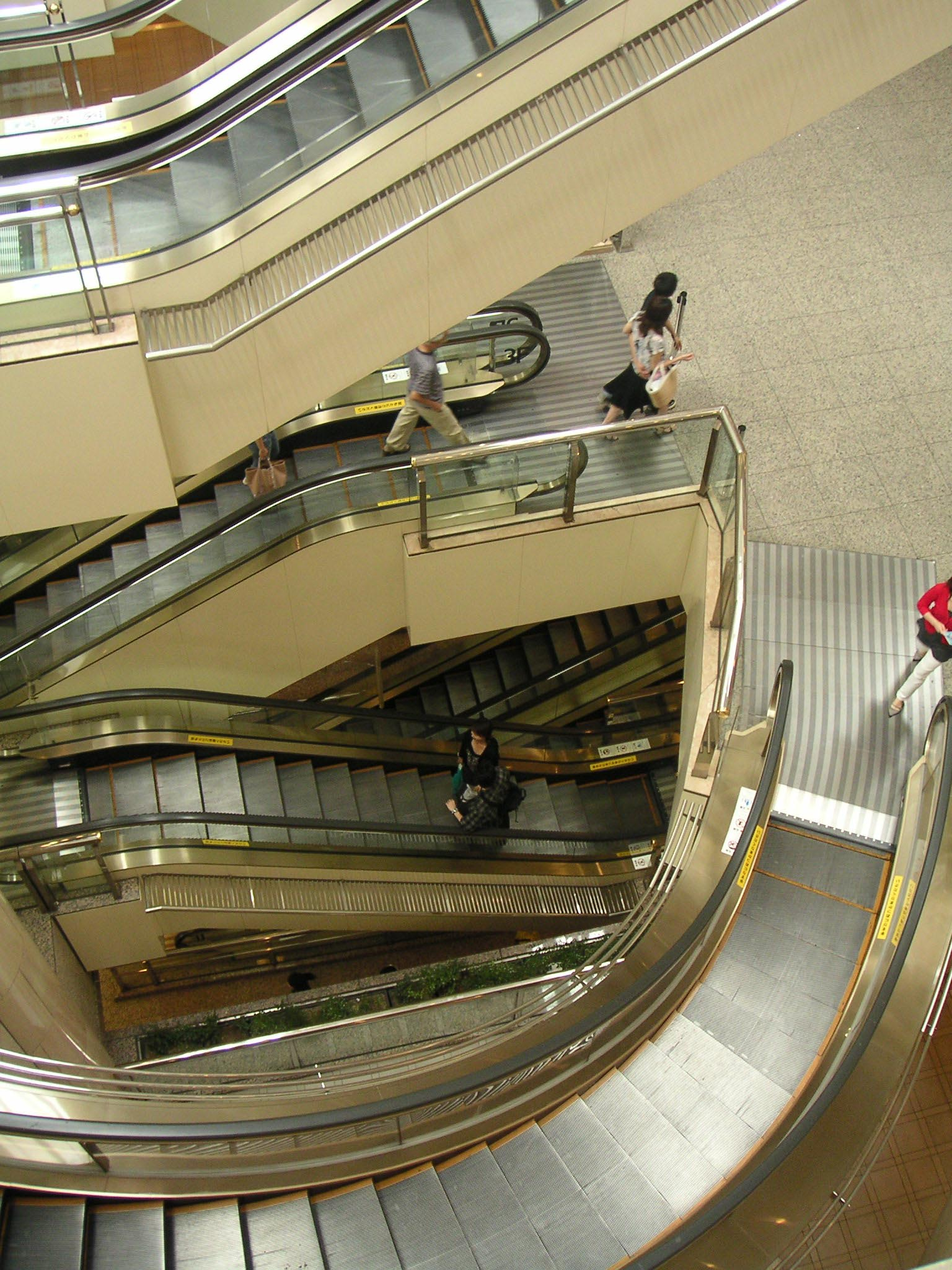
Kurvenrolltreppe in MinatoMirai 21, Yokohama

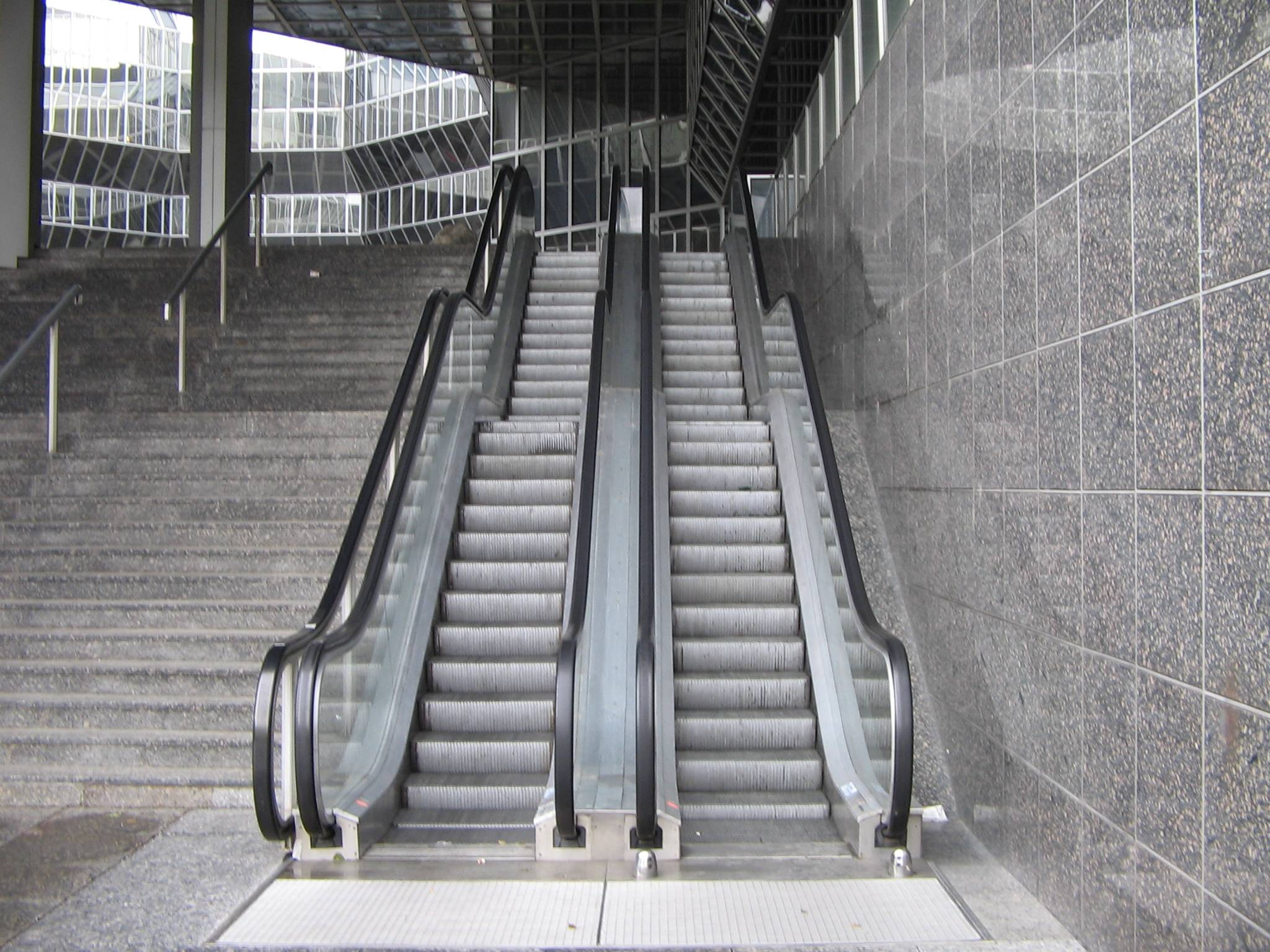
Rolltreppen mit „Treppenabsatz“ am Wiener Franz-Josefs-Bahnhof

Neben den üblichen geradlinig verlaufenden Rolltreppen gibt es auch Wendelrolltreppen mit gekrümmten Laufbahnen sowie Rolltreppen mit Treppenabsatz.
Einige der wenigen Kurvenrolltreppen finden sich in dem Minato-Mirai-21-Gebäude in Yokohama und in Kaufhäusern in Hongkong, Las Vegas, San Francisco, Shanghai, Mexiko-Stadt und Singapur. Wegen ihrer technischen Anfälligkeit und hoher Anschaffungskosten haben sie sich bisher nicht durchsetzen können und sind ein Prestigeobjekt geblieben. Durch die Krümmung muss sich die außen liegende Seite einer jeden Stufe schneller bewegen als die innenliegende Seite. Dies wird durch größere Räder an der weiter außen liegenden Seite gelöst. Durch die unterschiedlichen Belastungen und die stark beanspruchten gekrümmten Führungsketten ist der Verschleiß hoch und die Rolltreppe technisch anfällig.
Rolltreppen mit Treppenabsatz befinden sich beispielsweise im Flughafen Barcelona, vor dem Gebäude des Franz-Josefs-Bahnhofs in Wien oder in Tokioter U-Bahnhöfen (z. B. Kudanshita u. a.).
Eine besondere Ausführung sind Rolltreppen mit wechselnder Fahrtrichtung. Die Fahrtrichtung ist dabei nicht wie sonst immer gleich bleibend und mit Aufklebern gekennzeichnet, sondern wird durch Statusanzeigen an den beiden Enden angezeigt, die die jeweils aktuelle Fahrtrichtung angeben. Der Wechsel der Fahrtrichtung kann dabei durch die erste die Treppe betretende Person geschaltet werden, durch Schaltuhren für Stoßzeiten oder andere Gegebenheiten, die den Verkehrsfluss bedingen, wie etwa einfahrende Züge in Bahnhöfen. Erfolgt der Wechsel durch die betretende Person, so läuft die Treppe in die Richtung an, wo zuerst eine Lichtschranke durchschritten oder ein Trittsensor gedrückt wird und bleibt rasch wieder stehen, wenn sich niemand mehr darauf befindet, was errechnet wird. Rolltreppen dieser Art sind beispielsweise häufig anzutreffen bei der U-Bahn München sowie der Stadtbahn Hannover, seltener bei der U-Bahn Berlin, z. B. am U-Bahnhof Hauptbahnhof und an einzelnen Ausgängen am U-Bahnhof Osloer Straße, und sollen an schmalen oder wenig frequentierten Stationen Platz und Geld sparen im Vergleich zum Einbau zweier Rolltreppen mit fester Fahrtrichtung. Beim Central Mid-Levels Escalator in Hongkong erfolgt der Wechsel tageszeitabhängig, um Fußgängern zur Hauptverkehrszeit den Weg in bzw. aus der Innenstadt zu erleichtern.

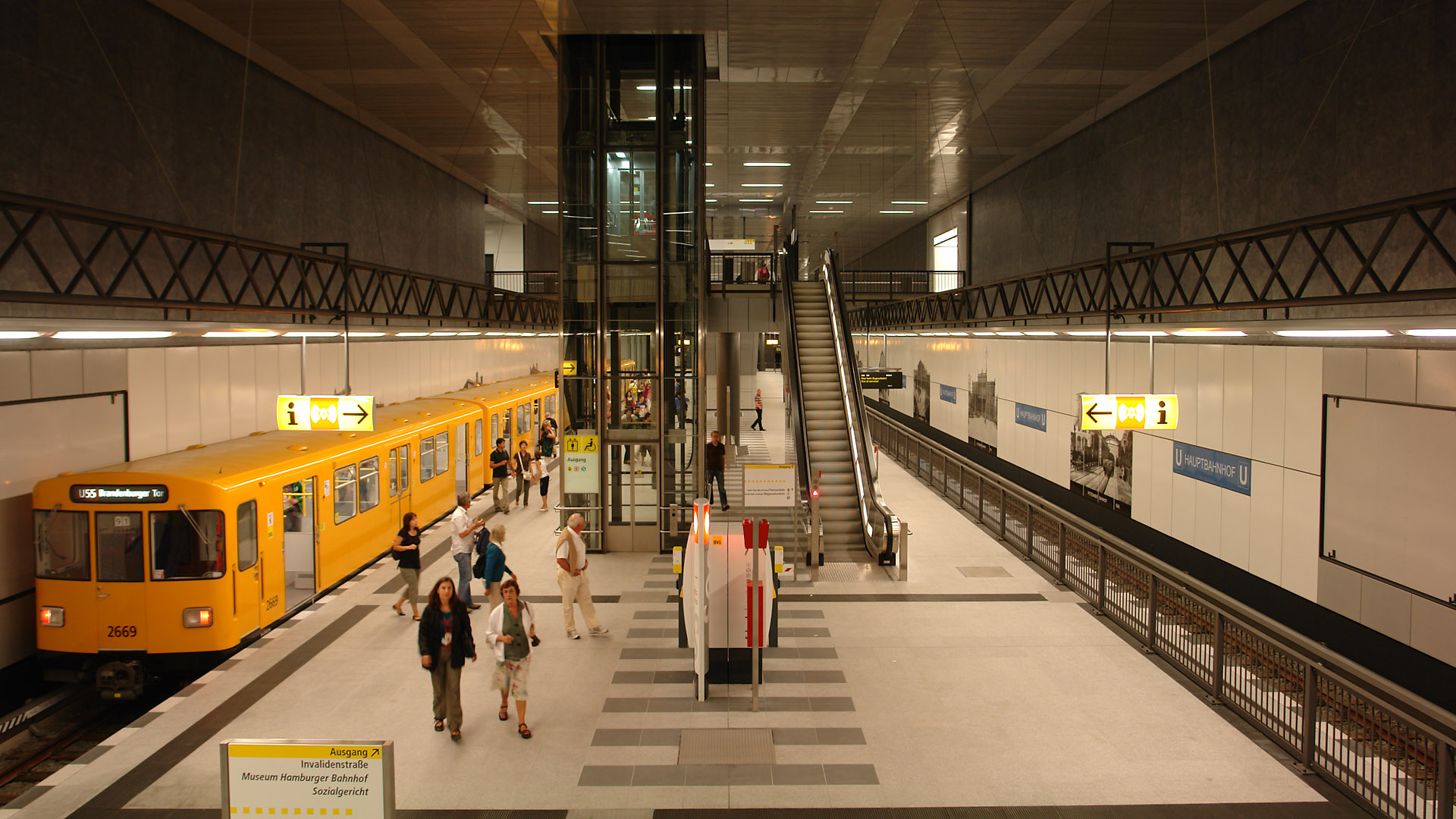
Rechts neben dem Aufzug im U-Bahnhof vom Berliner Hbf zu sehen die richtungswechselnde Rolltreppe

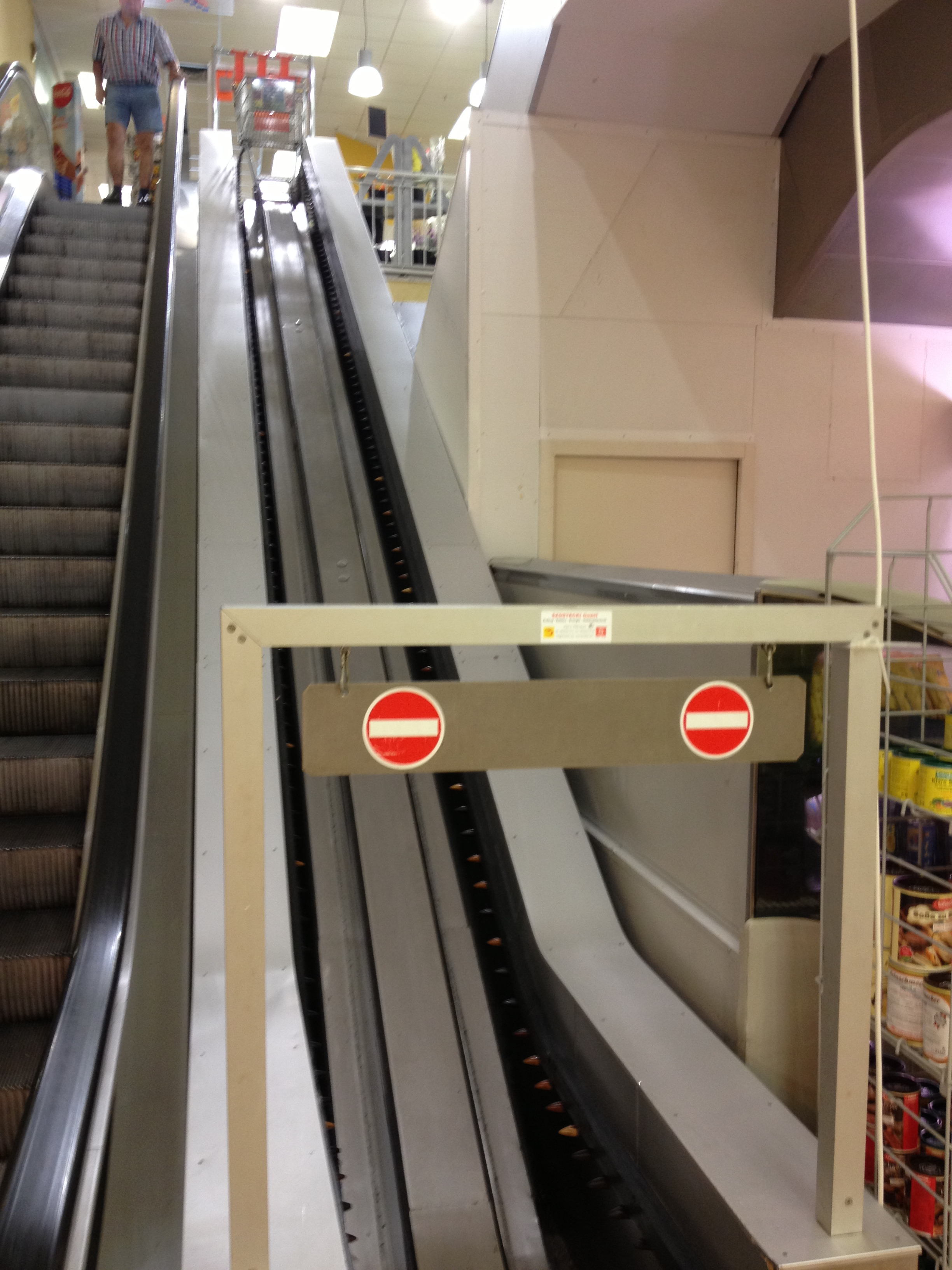
Rolltreppe für Einkaufswagen

Die längste freistehende Rolltreppe Deutschlands war bis 2017 die zum Ruhr Museum auf der Zeche Zollverein führende mit 58 Meter. Mit Eröffnung der Elbphilharmonie in Hamburg im Januar 2017 übernahm die dortige Rolltreppe, genannt „Tube“, mit 82 Metern Länge den Titel der längsten Rolltreppe Deutschlands und Westeuropas. Die Fahrdauer der konvex gebogenen Treppe beträgt etwa zweieinhalb Minuten, der überwundene Höhenunterschied 37 Meter.

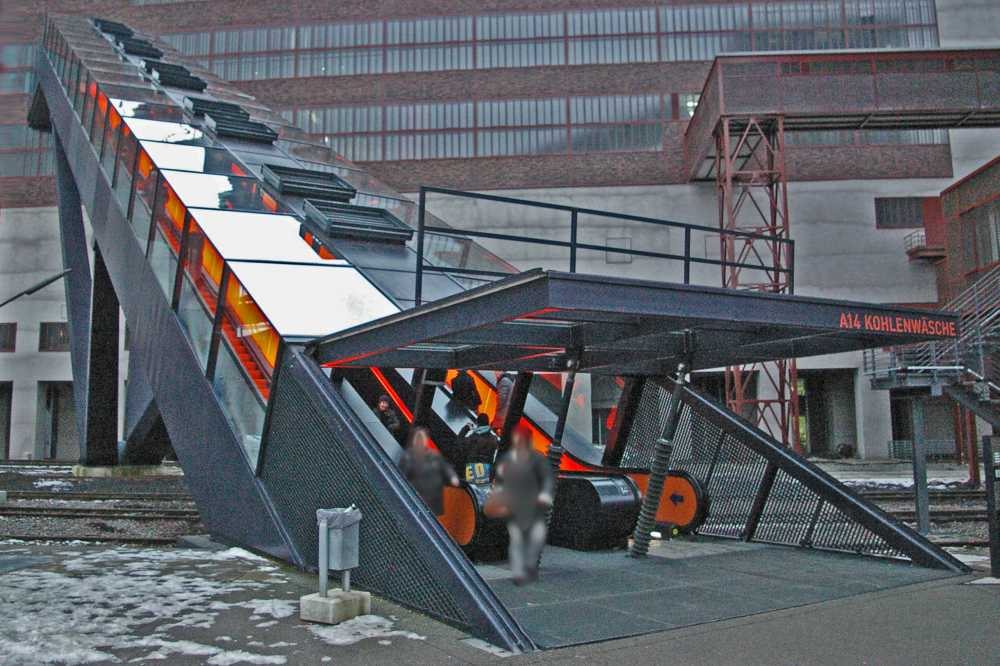
Rolltreppen des Ruhr-Museums

Die längsten ununterbrochenen Rolltreppen der Welt sind mit jeweils 137 Metern die vier Rolltreppen der Metro-Station Admiralteiskaja in Sankt Petersburg. Die Fahrtdauer beträgt circa 2 Minuten und 50 Sekunden.
In der kolumbianischen Metropole Medellín wurde im Armenviertel Comuna 13 eine 384 Meter lange und in sechs Abschnitte unterteilte Rolltreppenkaskade errichtet. Die 5,3 Millionen Euro teure Anlage kann kostenlos benutzt werden und verkürzt eine über hunderte Stufen führende halbstündige Wegstrecke auf sechs Minuten.
Bekannte Rolltreppen sind z. B. im Atomium in Brüssel sowie im Centre Georges-Pompidou in Paris zu finden.
Im etwa 1995/2000 errichteten Gebäude des Baumarkts an der Conrad-von-Hötzendorfstraße in Graz sind von außen durch die Glasfassade zwei Rollsteige zu erkennen, die in der Seitenansicht zusammen ein sehr breites „X“ zeichnen, das auf die bis Oktober 2015 bestehende Marke (Mega-)BauMaX anspielt.
Zum Befahren von Rollsteigen mit Einkaufswagen wurden Wagenrollen entwickelt, die auf glattem Boden auf je zwei radial vorstehenden Laufkränzen rollen, die dank Abstimmung von Abstand und Breite in die Rillen der Platten des Rollsteigs einsinken und sich damit gegen Wegrollen ausreichend verklemmen und doch von der Kammleiste leicht herausgehoben werden können.
Rolltreppen wurden auch auf Flugzeugträgern eingebaut, um die Piloten von ihren Aufenthaltsräumen auf das Flugdeck zu befördern.

## Schnelle und lange Metro-Rolltreppen sowjetischer Bauart
Rolltreppen mit einer besonders hohen Laufgeschwindigkeit von bis zu 0,9 Metern pro Sekunde wurden in der Sowjetunion hergestellt. Diese zudem oft sehr langen und steilen Anlagen der Marke Leningrad sollten die Fahrgäste möglichst schnell von und zu den Bahnsteigen sowjetischer Metrosysteme befördern. Wegen der typischerweise sehr tiefen Lage der Stationen, die im Kriegsfall auch als Bunker verwendet werden können, und dem meist fehlenden Zwischengeschoss dauert die Fahrt auf manchen von ihnen mehrere Minuten. So dauert eine Rolltreppenfahrt im Kiewer U-Bahnhof Arsenalna, mit 105,5 Metern einer der tiefsten weltweit, fast sechs Minuten. Jedoch musste die Rolltreppe dort zweigeteilt werden, das heißt die Fahrgäste müssen etwa auf halber Höhe in einem Zwischengeschoss die Rolltreppe wechseln.
In der Regel sind drei oder vier Rolltreppen nebeneinander angeordnet, konventionelle Treppen oder Aufzüge stehen meist nicht zur Verfügung. Außerhalb der Hauptverkehrszeiten ist meist nur eine Rolltreppe nach oben und eine nach unten in Betrieb. Aufgrund der großen Unfallgefahr durch die hohe Geschwindigkeit überwacht am unteren Ende ein Aufseher den Betrieb in einer verglasten Kabine. Der Rolltreppenführer schaltet die Anlage im Notfall aus oder bei Bedarf, das heißt abhängig vom Verkehrsaufkommen, die Fahrtrichtung der Treppen um.
Rolltreppen wurden in der Sowjetunion überhaupt erst im Zusammenhang mit der Eröffnung der Moskauer Metro eingeführt, ihres Zeichens die erste im Land. 1933 setzte sich hierzu das mit dem Metrobau befasste volkseigene Unternehmen Metrostroj mit der amerikanischen Firma Otis und dem deutschen Hersteller Carl Flohr in Verbindung. Obschon die sowjetischen Ingenieure nicht ernsthaft am Kauf von Rolltreppen interessiert waren, vielmehr technische Informationen für einen Nachbau erheischen wollten, weckten sie bei Otis und Flohr zunächst Hoffnungen auf eine große Bestellung. Die Verhandlungen wurden künstlich in die Länge gezogen, um so möglichst viele Informationen über Material und Funktionsprinzipien zu erhalten. Im Februar 1934 schloss Metrostroj dann Verträge mit zwei sowjetischen Metallunternehmen über den Bau von insgesamt 24 Rolltreppen ab. Darüber hinaus unternahm Metrostroj weitere Versuche, die Pläne der westlichen Technologie kostengünstig zu beschaffen – ohne Erfolg. Doch auch ohne Blaupausen gelang schließlich der Nachbau der Anlagen.
Beworben als sozialistische Produkte aus sowjetischer Herstellung, erfolgte in einem zeitlich aufs engste beschränkten Rahmen im Dezember 1934 und im Januar 1935 die Montage der Anlagen. In der Konstruktion hatten die Russen dabei die westliche Technik kopiert, in den Dimensionen übertrafen sie diese. Die Rolltreppen der Station „Kirowskaja“, heute „Tschistyje Prudy“, waren mit 60 Metern damals die längsten und schnellsten der Welt. Ebenso wie die palastartigen, unter künstlerischen Gesichtspunkten gestalteten Metrostationen selbst spiegeln auch die darin befindlichen Rolltreppen den Gigantismus und ideologischen Ehrgeiz des stalinistischen Herrschaftsgefüges wider. Sie sind Sinnbilder für den Überlegenheitsanspruch, mit dem die sowjetische Gesellschaft unter Stalin geformt werden sollte.
Die sowjetischen Rolltreppen wurden auch in andere Staaten des Rats für gegenseitige Wirtschaftshilfe (RGW) exportiert, sofern dort Metro-Systeme nach sowjetischem Vorbild gebaut wurden. Ein Beispiel hierfür ist die Metro Prag. Jedoch stehen die Leningrad-Rolltreppen nicht im Einklang mit den heutigen Vorschriften in der Europäischen Union (EU). Weil die alten Anlagen zu viele Unfälle verursachen und zu viel Strom verbrauchen, allein eine einzige Stufe wiegt 40 Kilogramm, dürfen sie nur noch dank einer Ausnahmegenehmigung betrieben werden. Der Großteil der insgesamt 260 Rolltreppen in der tschechischen Hauptstadt wurde bereits modernisiert und gemäß EU-Norm entschleunigt. 2019 erließ die Stadtverwaltung jedoch einen Baustopp, die letzten 43 verbliebenen „Leningrad“-Treppen sollen nun erhalten bleiben, da die Umbaukosten zu hoch sind. Allein an der Station „Anděl“, einem der zentralen Umsteigepunkte der Stadt, kostete der Austausch 225 Millionen Tschechische Kronen (8,7 Millionen Euro), dabei wurde dort nur ein Teil der Rolltreppen ersetzt. Zudem kritisierten vor allem jüngere Nutzer die neuen langsameren Treppen, die mit einer Fahrgeschwindigkeit von 0,6 Metern pro Sekunde um ein Drittel langsamer sind und damit pro Benutzung bis zu einer halben Minute länger benötigen.

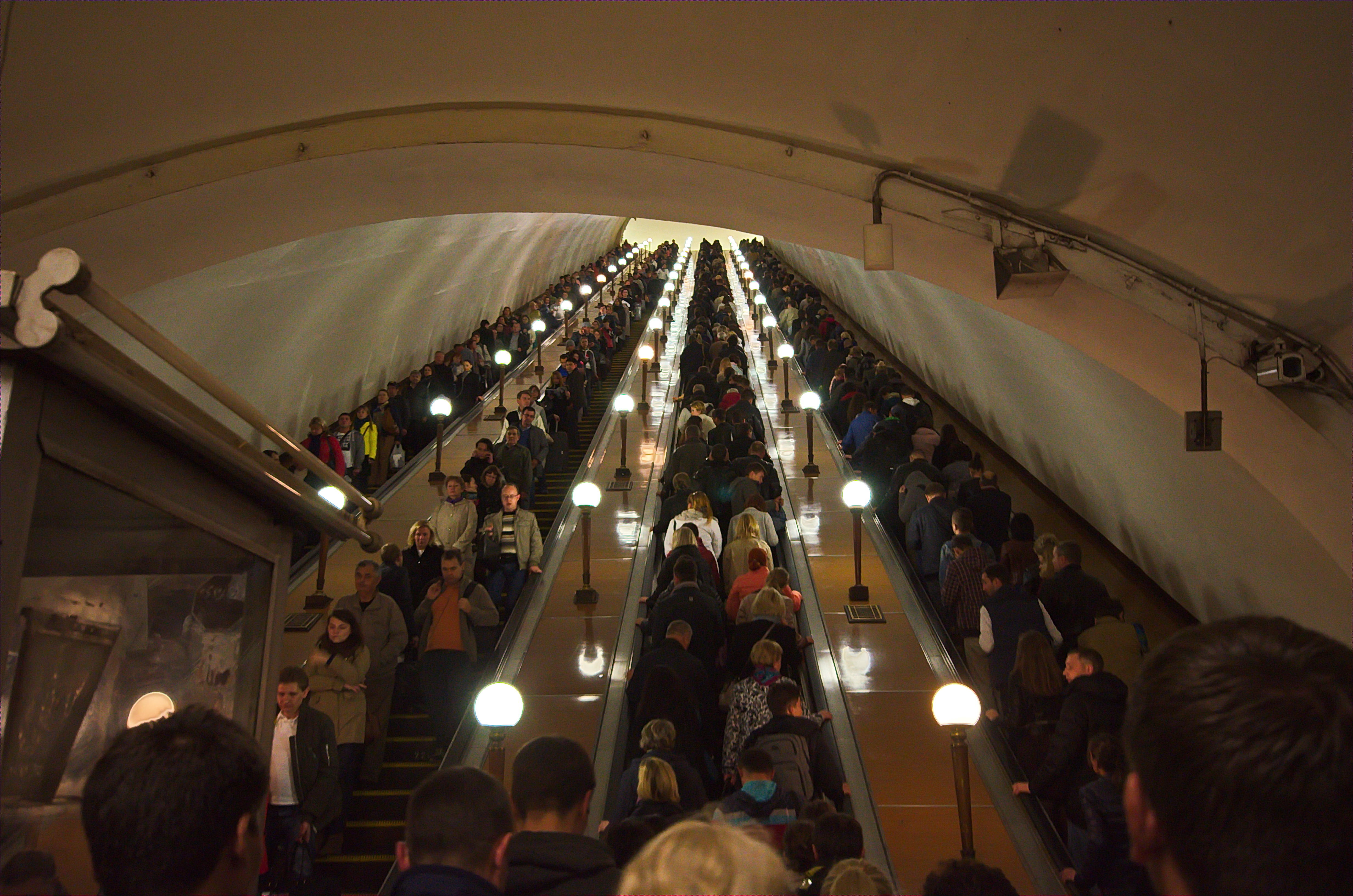
Vierteilige Rolltreppenanlage der Moskauer Metro, links im Bild die Aufsichtskabine
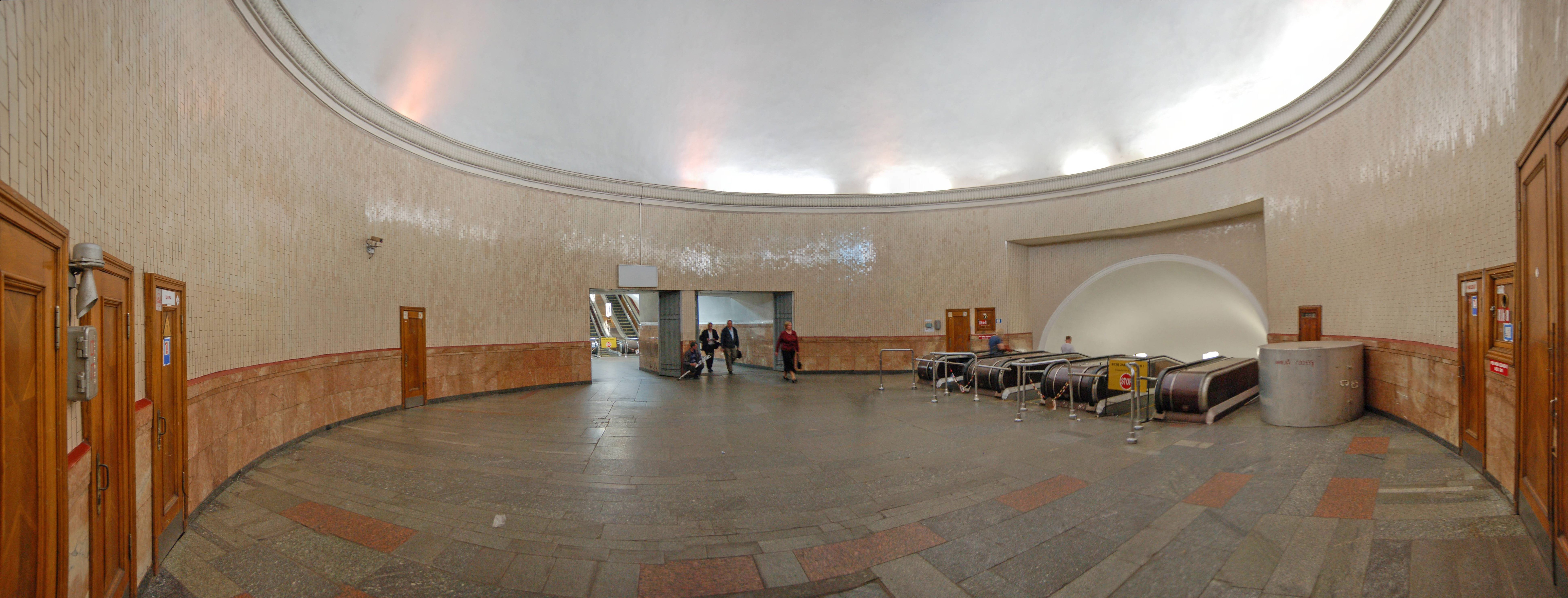
Zwischengeschoss im Kiewer U-Bahnhof Arsenalna, hier müssen die Fahrgäste die Rolltreppe wechseln
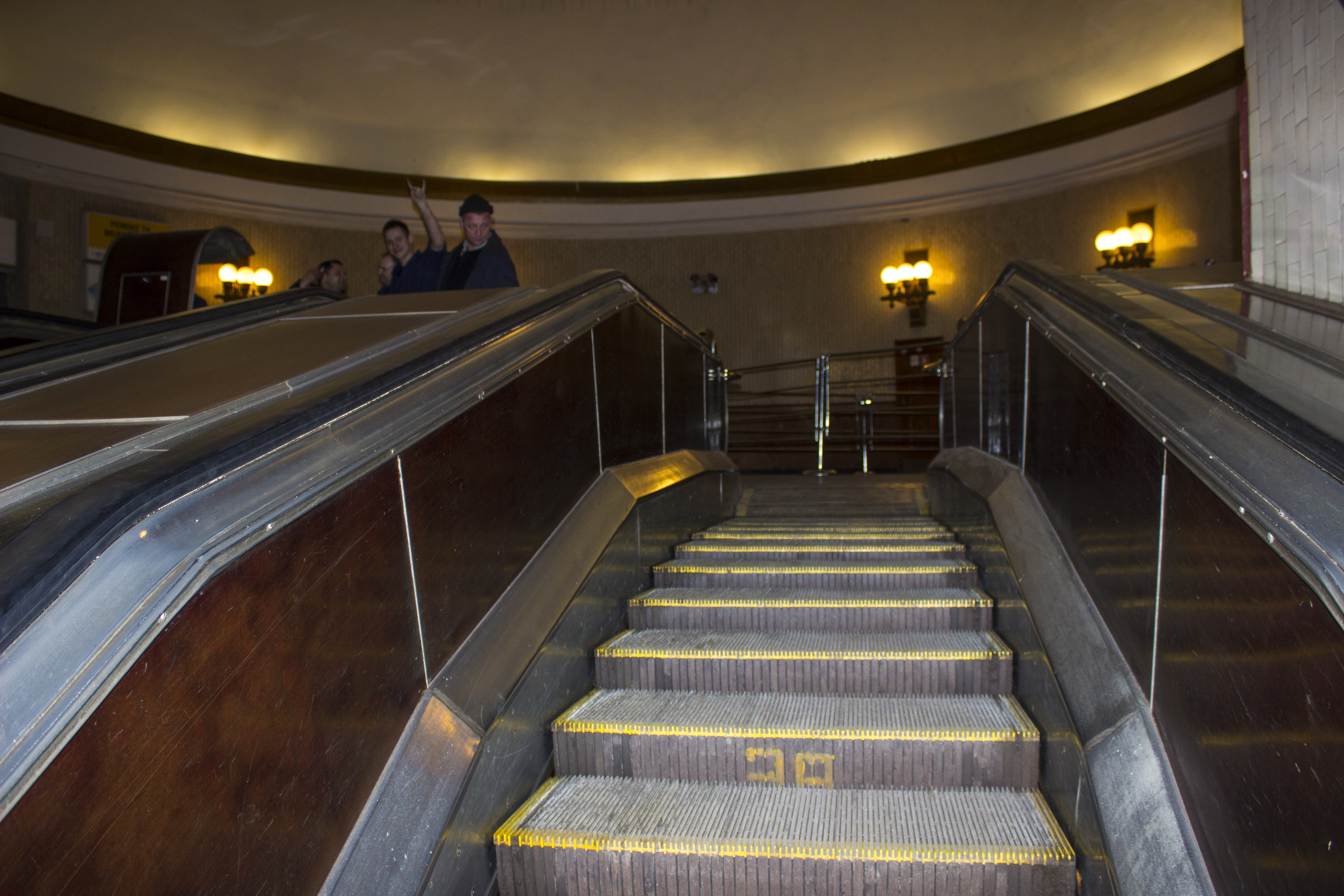
Abgeflachtes oberes Ende einer Rolltreppe sowjetischer Bauart, ebenfalls in der Kiewer Station Arsenalna
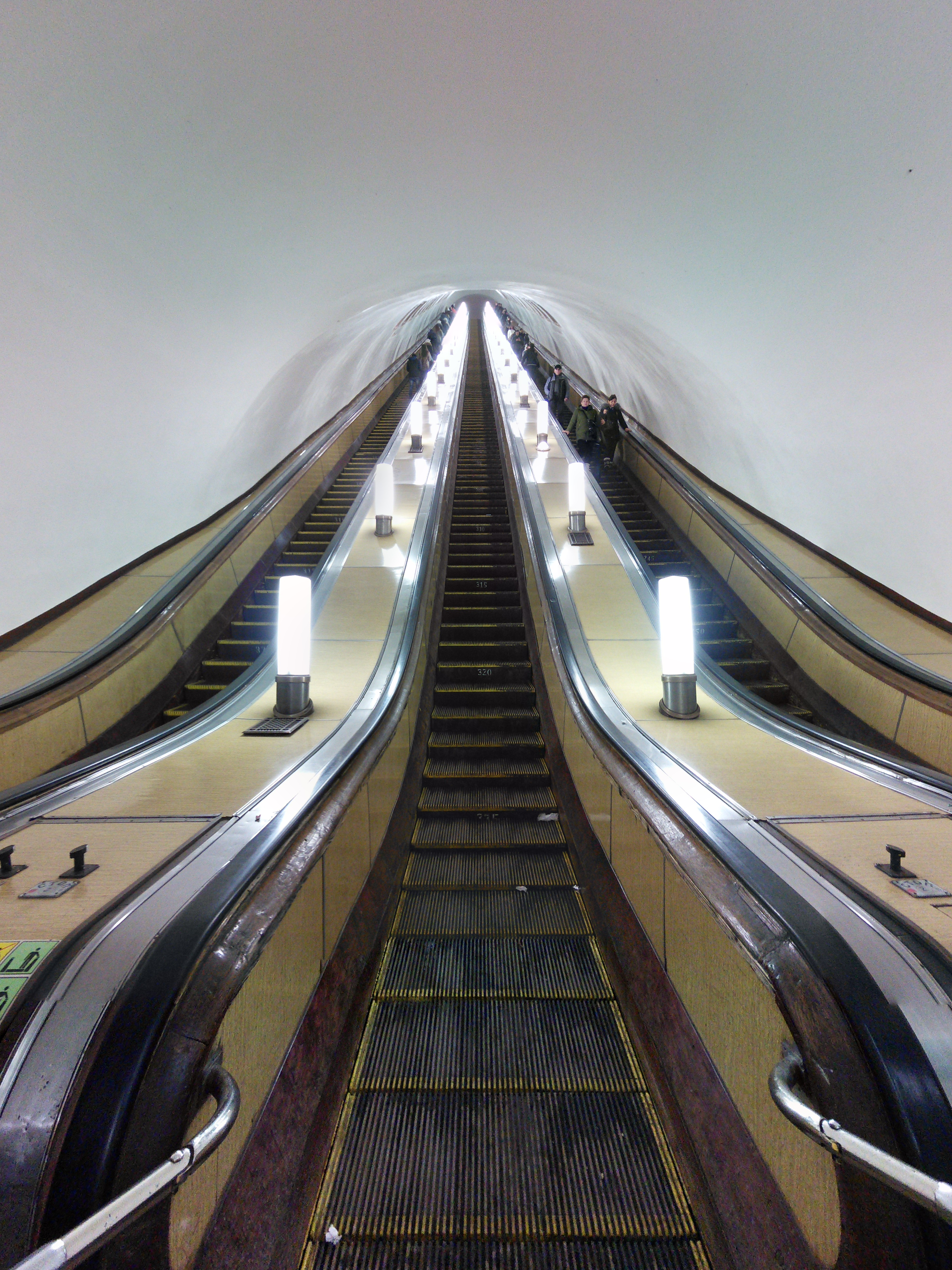
Abgeflachtes unteres Ende einer 1945 gebauten Moskauer Rolltreppe, aufgenommen an ihrem letzten Betriebstag am 7. Februar 2015

## Wirtschaft

### Hersteller
Hersteller von Rolltreppen sind heute beispielsweise:
- Otis Elevator
- TK Elevator
- Mitsubishi Electric (Japan)
- Schindler Aufzüge
- Kone
- ELES,[36] St. Petersburg, Russland (ЭЛЕС; in der UdSSR als Leningrader Maschinenbauwerk „I.E. Kotljakow“ (Ленинградский машиностроительный завод им. И.Е. Котлякова) bzw. Produktionsvereinigung „Eskalator“ (Производственное Объединение (ПО) „Эскалатор“))
- Geyssel Fahrtreppenservice,[37] Köln, Deutschland
- Kleemann Group,[38] Kilkis, Griechenland

Ehemalige Hersteller:
- Orenstein & Koppel
- Rheinstahl Eggers Kehrhahn
- Waggonfabrik Josef Rathgeber
- Westinghouse (Vereinigte Staaten, ging 1989 an Schindler)[39]

### Aufzugs- und Fahrtreppenkartell
Das so genannte Aufzugs- und Fahrtreppenkartell, auch „Lift-Kartell“ oder „Fahrstuhl- und Rolltreppenkartell“ genannt, legte zwischen 1995 und 2004 Preise fest, teilte Märkte auf, manipulierte Gebote für Beschaffungsaufträge und tauschte geschäftlich wichtige vertrauliche Informationen aus. Die ersten Anhaltspunkte für das Kartell gab es Ende 2003; daraufhin rückten die Fahnder der EU-Wettbewerbskommission im Januar 2004 zu Razzien aus. Nach über dreijährigen Ermittlungen verhängte sie im Februar 2007 die bis dahin höchste EU-Kartellstrafe mit einem Gesamtvolumen von 992,3 Millionen Euro.

## Galerie

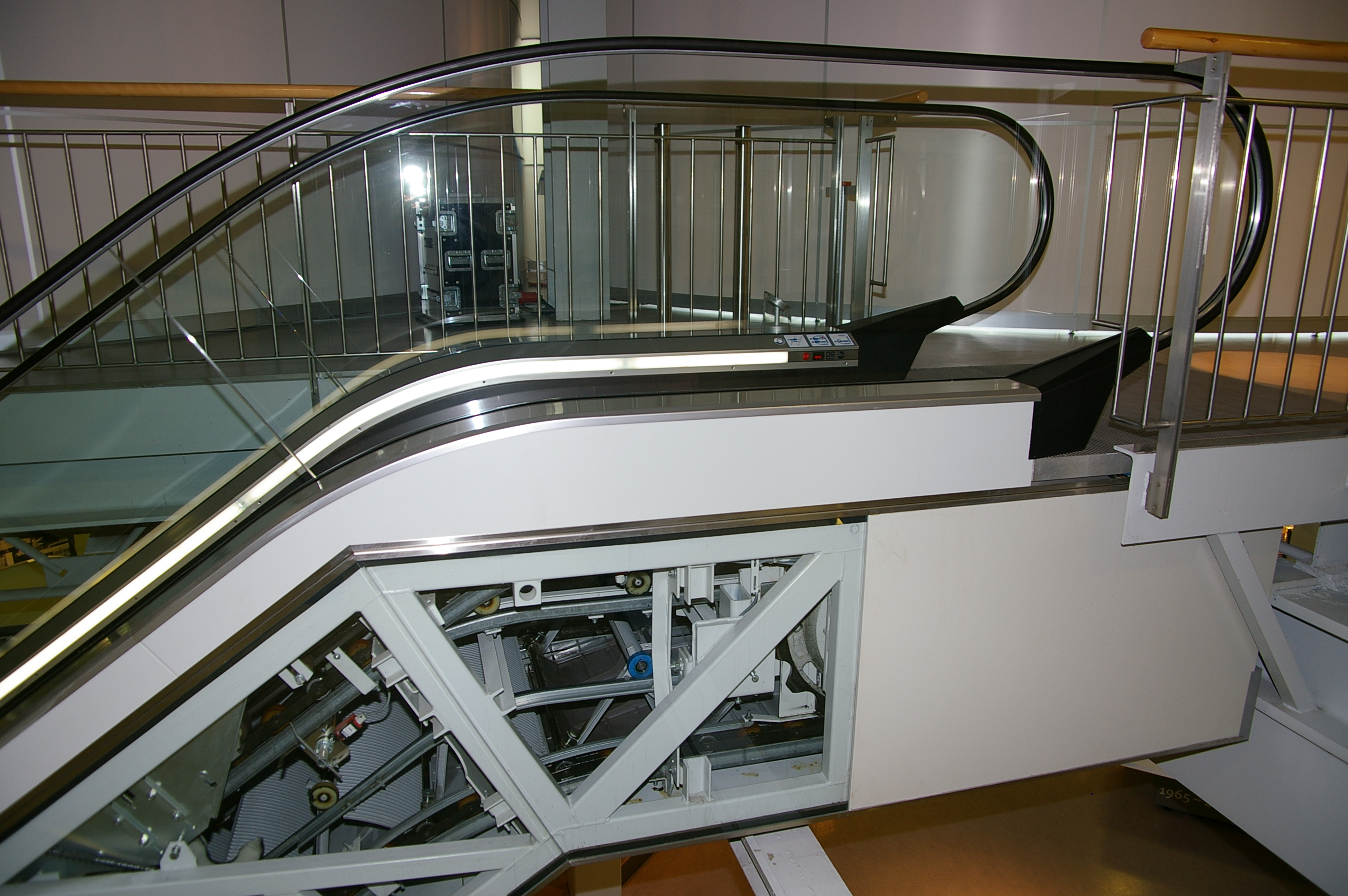
Rolltreppe gläsern verkleidet
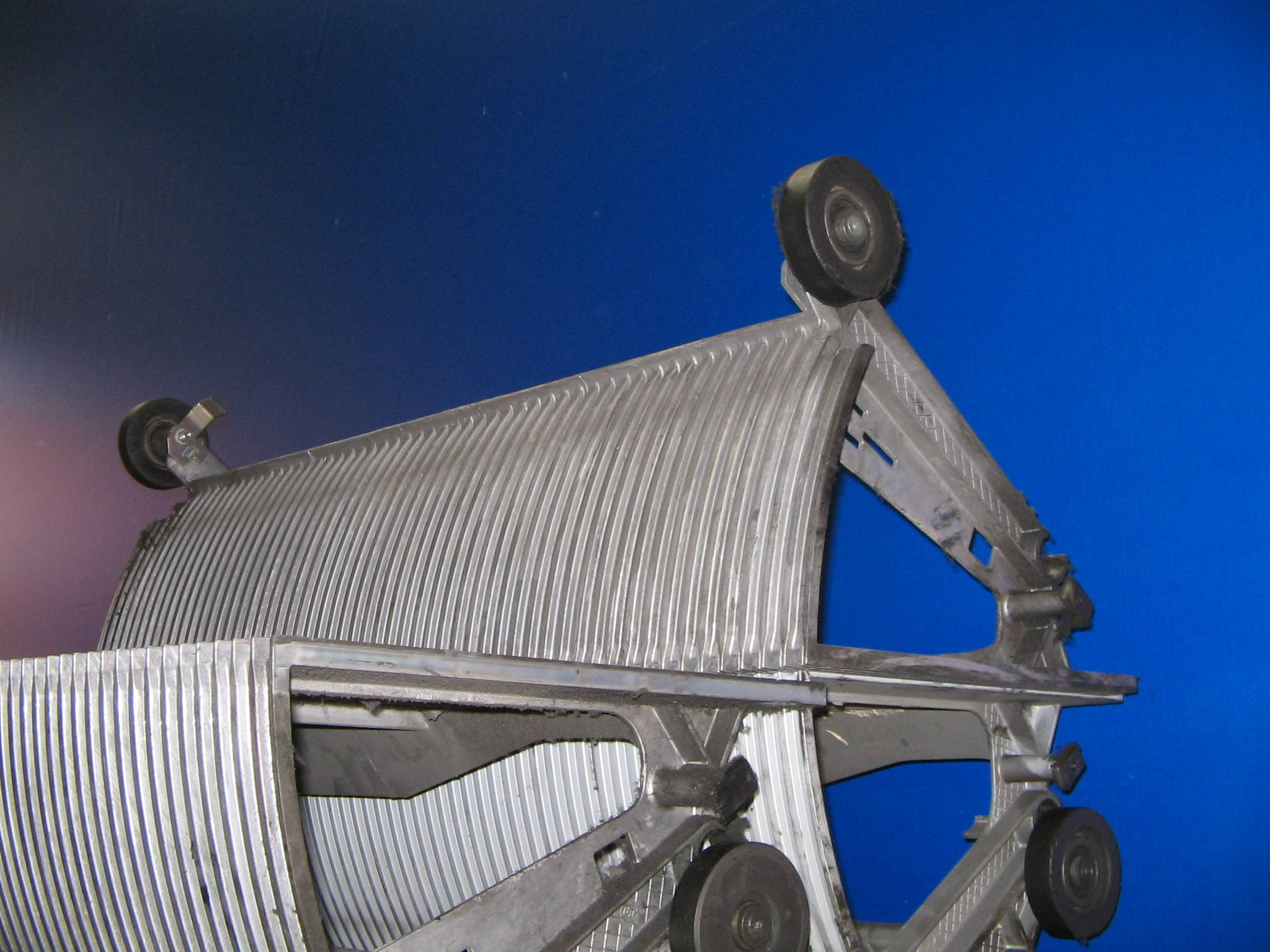
Freigestellte metallene Stufe einer Rolltreppe
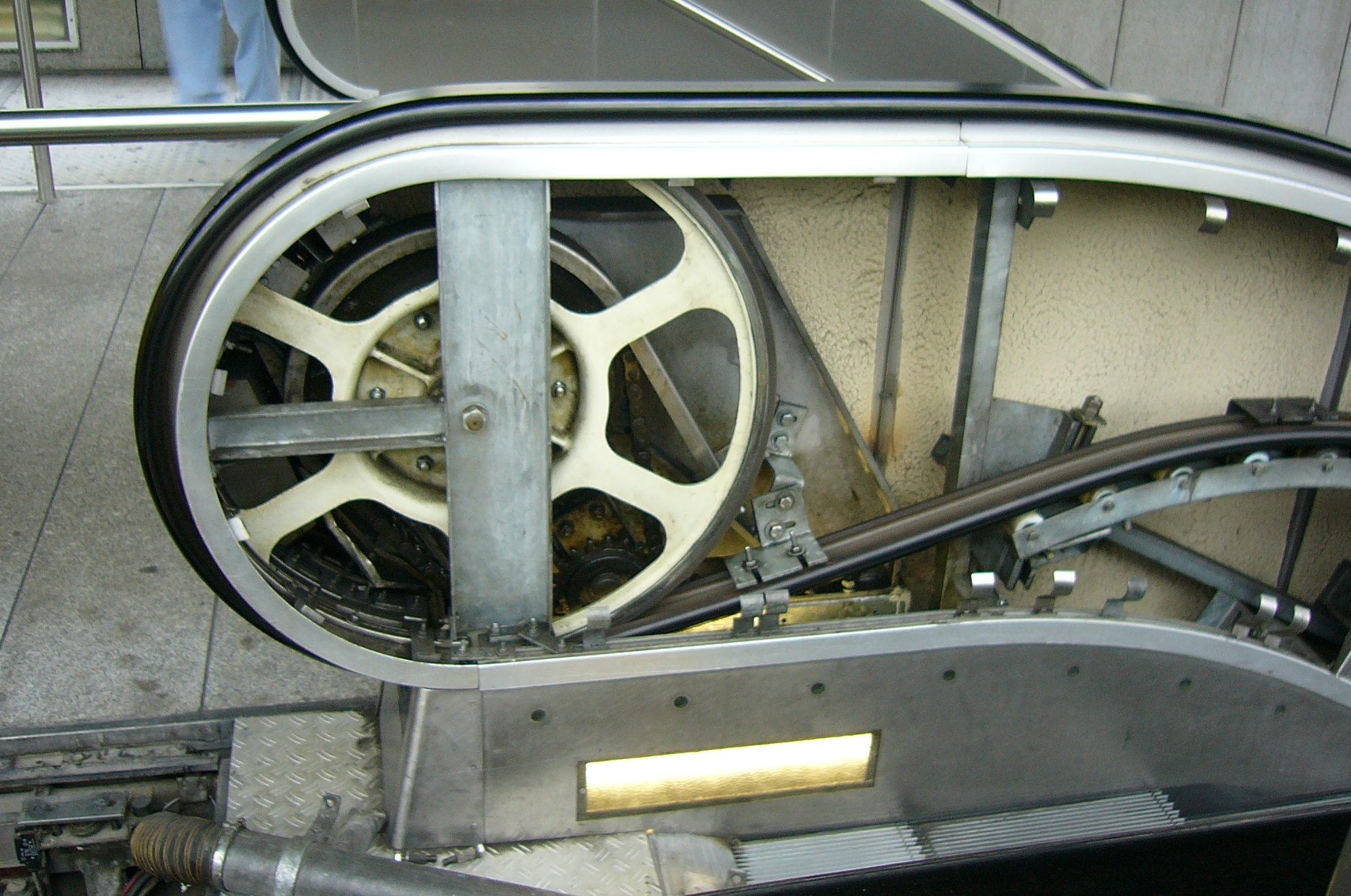
Antriebsrad für den Handlauf
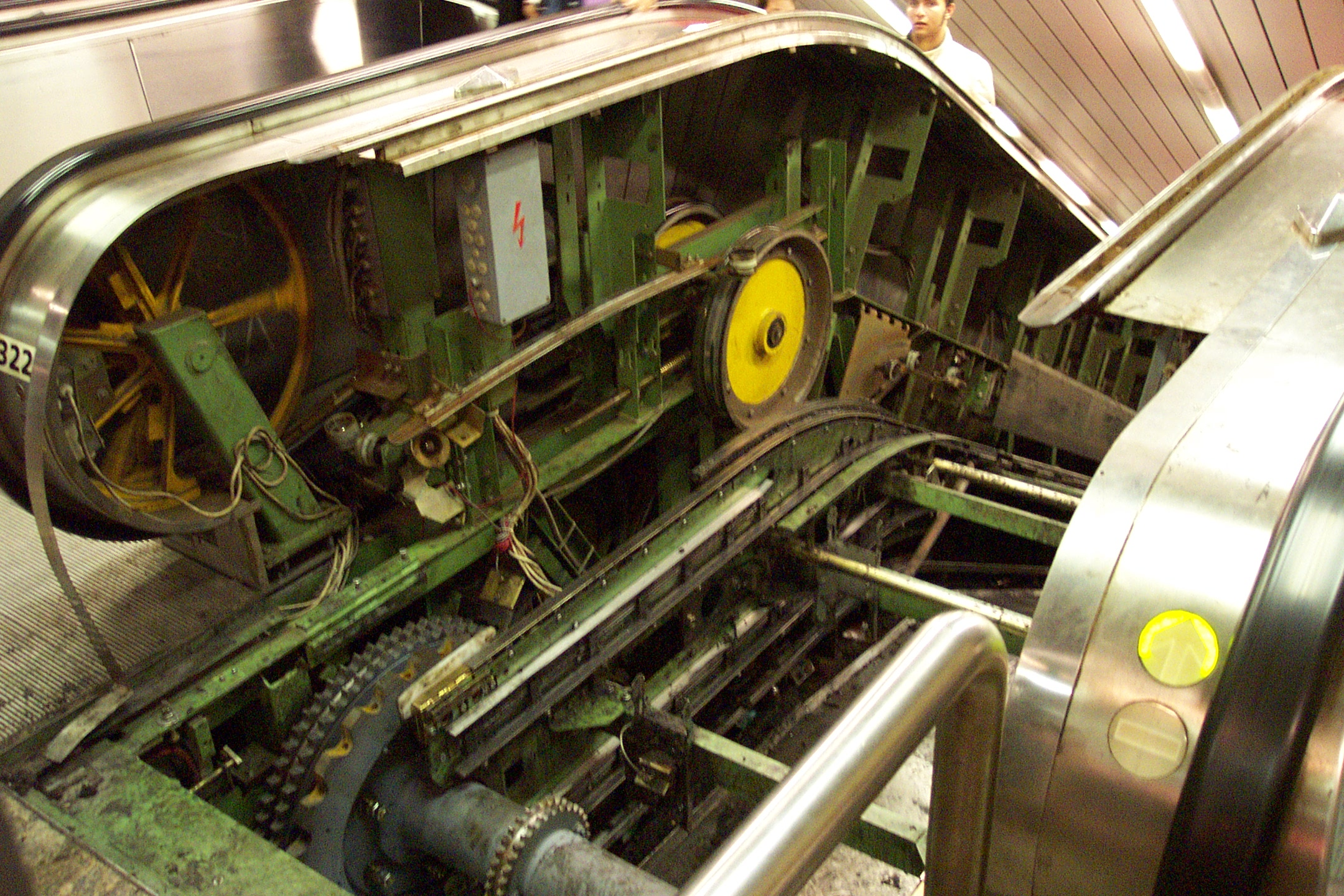
Funktionsweise einer Rolltreppe
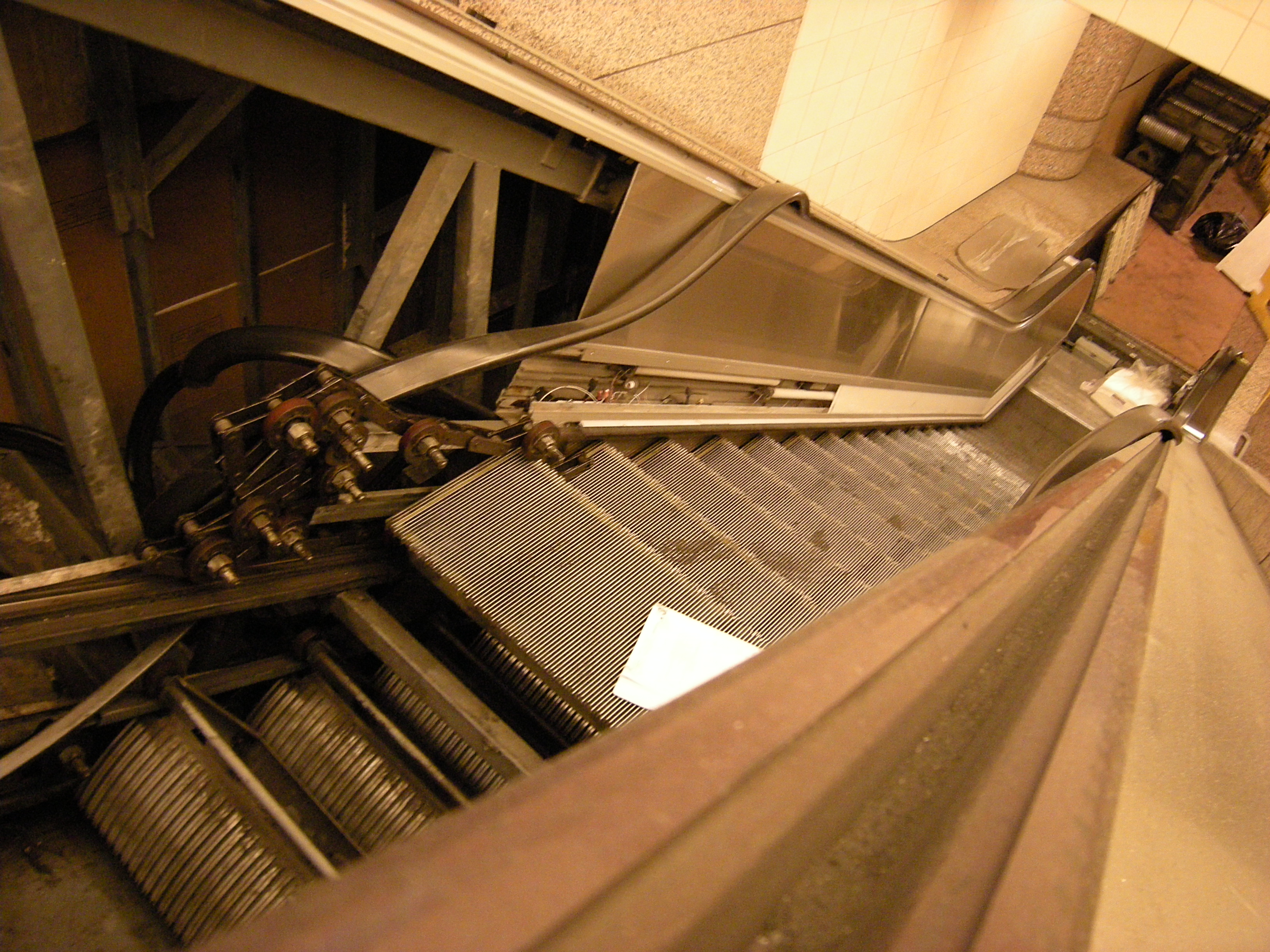
Offene Rolltreppe, die umgekehrten Stufen sind gut zu erkennen

## Reinigung

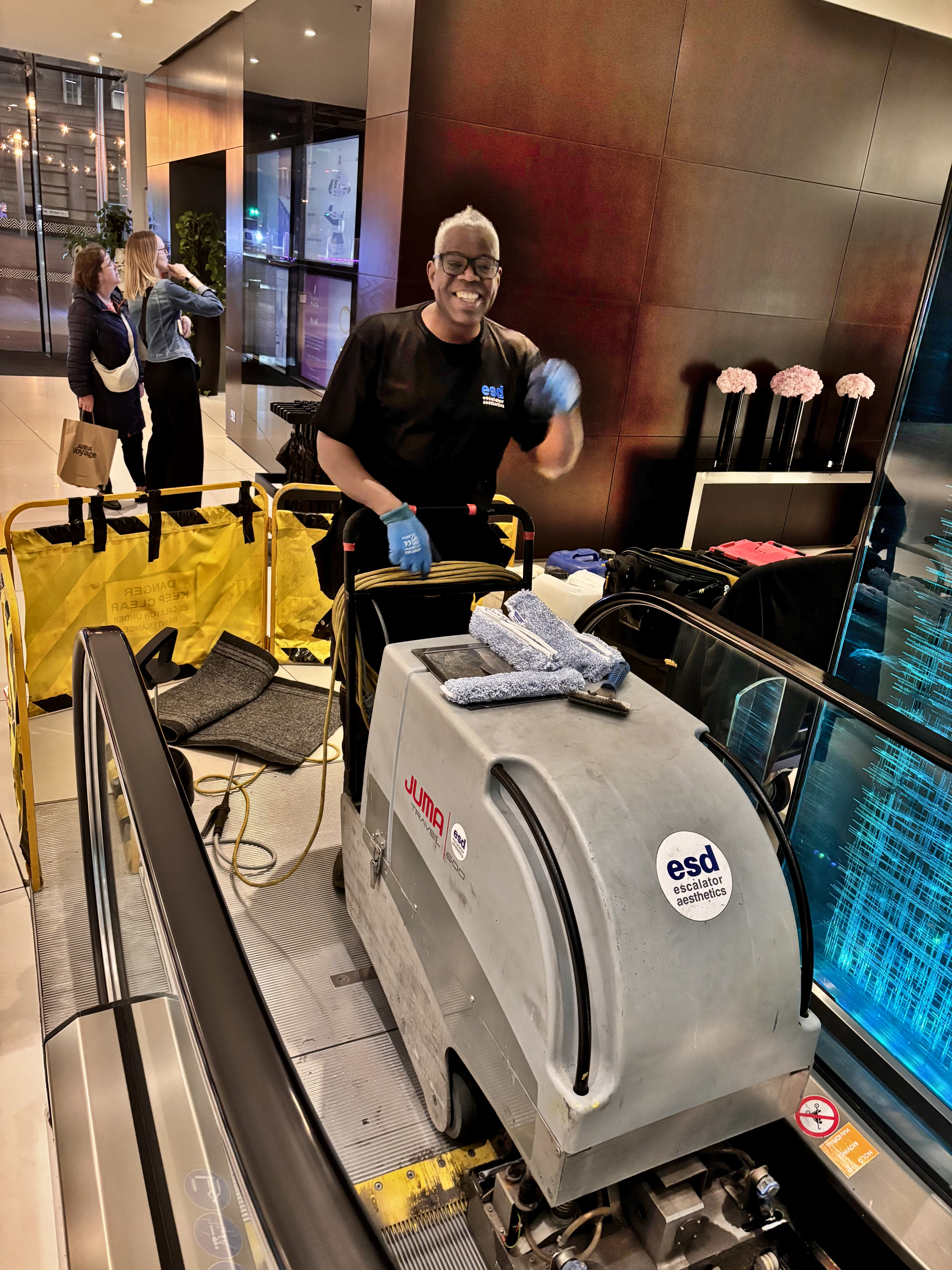
Rolltreppenreinigung mit Sperrung der Treppe

Für die Reinigung von Rolltreppen wird ein Fahrtreppenreinigungsgerät verwendet. Es funktioniert nach dem Prinzip einer Scheuersaugmaschine und wurde speziell für die Nassreinigung während des Fahrbetriebs entwickelt. Für die Reinigung muss die Rolltreppe nicht gestoppt werden. Vor der Reinigung wird der lose aufliegende Schmutz entfernt. Die Nassreinigung erfolgt durch zwei kontrarotierende Bürstenpaare, die bis zum äußersten Rand der Fahrtreppe in das Profil greifen. Dabei wird der Schmutz aus den Profilrillen herausgebürstet. Für die unterschiedlichen Arten von Fahrtreppenprofilen wird der jeweils passende Profilkamm in den Bürstenkopf eingesetzt. Die optimale Passform des Kamms in das Profil ist für die Erzeugung eines Vakuums und der daraus resultierenden Saugleistung der Maschine notwendig.
Als Reinigungsmittel wird bei normaler Verschmutzung ein reinigungsintensiver Hartflächenreiniger für Fahrtreppen und Fahrsteige verwendet (pH-Wert 9). Bei starker Verschmutzung wird ein saures Vorsprühprodukt (pH-Wert 1,5) eingesetzt. Beide Reiniger sind lösemittelfrei und beinhalten einen speziellen Korrosionsschutz.